# 엔조이 에코 카드
엔조이 에코 카드(일본어: エンジョイエコカード)는 지하철, 버스, 뉴 트램 이용을 하루종일 무제한으로 할 수 있는 일본 오사카시의 카드 승차권으로, 일부 관광 시설도 입장할 수 있다. 오사카시 고속 전기궤도와 오사카 시티버스가 공동으로 발행한다. 2018년 4월 1일자로 오사카시 교통국이 민영화되기 전까지는 교통국에서 발매하였다.

## 이용 가능 구간

### 지하철
- 미도스지선
  - 에사카～나카모즈[1][주 1]
- 다니마치선
  - 다이니치～야오미나미[1]
- 요쓰바시선
  - 니시우메다～스미노에코엔[1]
- 주오선
  - 코스모스퀘어～나가타[1][주 2][주 3]
- 센니치마에선
  - 노다한신～미나미타쓰미[1]
- 사카이스지선
  - 덴진바시스지 6초메～덴가차야[1][주 4]
- 나가호리쓰루미료쿠치선
  - 다이쇼～가도마미나미[1]
- 이마자토스지선
  - 이타카노～이마자토[1]
- 뉴트램
  - 코스모스퀘어～스미노에코엔[1]

### 버스
정기 관광버스, 이케아 쓰루하마 직행 버스, 유니버설 스튜디오 재팬 직행 버스, 공항 리무진 버스, 온디맨드 버스 이외에서 이용 가능하다.

## 발매 금액
- 어른 보통: 820엔
- 어른 토요일・일요일・공휴일: 620엔
- 어린이: 310엔